# Romboid
Romboíd je v ravninski geometriji paralelogram, ki ni niti romb niti pravokotnik niti kvadrat.
Romboid ima vse splošne značilnosti paralelograma, nima pa posebnih značilnosti, ki so značilne za romb, pravokotnik oziroma kvadrat. Vsi rombi, pravokotniki in romboidi tako sestavljajo celotno družino paralelogramov.
Besedo romboid je rabil že Evklid v svojih Elementih, kot definicijo sicer le enkrat, in je bila v rabi verjetno že prej.

## Simetrije
Romboid nima zrcalne simetrije, ima pa rotacijsko simetrijo reda 2.